# سرخ‌چوب زال

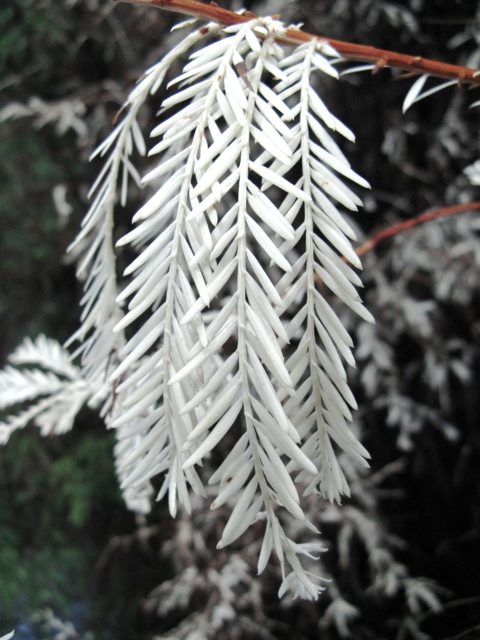
شاخ و برگ یک سرخ‌چوب زال

سرخ‌چوب زال (نام علمی: Sequoia sempervirens)، یک سرخ‌چوب است که قادر به تولید سبزینه نیست و به‌جای رنگ سبز معمولی دارای سوزن‌های سفید است. با به‌دست آوردن قند از طریق اتصالات بین ریشه‌هایش و درختان سرخ‌چوب معمولی همسایه، معمولاً درخت مادری که از پایه آن جوانه‌زده است، زنده می‌ماند. تبادل شیره از طریق ریشه یک پدیده عمومی در میان سرخ‌چوب‌ها است.
حدود ۴۰۰ مورد شناخته شده‌است. آنها را می‌توان در پارک ایالتی هنری کاول ردوودز، پارک ایالتی هومبولت ردوودز (Humboldt Redwoods State Park)، باغ‌های گیاه‌شناسی سانفرانسیسکو (San Francisco Botanical Gardens)، پارک هادارت (Huddart County Park) و پارک حفاظت شده سانتا لوسیا (Santa Lucia Preserve)، با یازده درخت در اولین پیدا کرد. مکان‌های دقیق برای محافظت از درختان کمیاب اعلام نشده است. حداکثر ارتفاع آنها به حدود ۲۰ متر می‌رسد. سایر مخروط‌ها توانایی پیوند ریشه‌های خود را ندارند، بنابراین جهش‌یافته‌های «زالیسم» گونه‌های دیگر زنده نمی‌مانند تا به درختان بزرگ تبدیل شوند.
درختان برای بومیان آمریکا مهم بودند و در افسانه‌های آنها ثبت شده بودند. برای نمونه، مردم پومو (Pomo) از آنها در مراسم پاکسازی خود استفاده می‌کردند.
سرخ‌چوب‌های زال عموماً به‌عنوان گیاهان انگلی در نظر گرفته می‌شوند، اما در سال ۲۰۱۶، یکی از محققان حدس می‌زند که درختان دیگر به‌دلیل نقششان در ذخیره‌سازی فلزات سنگین سمی از آنها حمایت می‌کنند. زال‌ها ظاهراً فلزات بیشتری نسبت به درختان معمولی به‌دلیل روزنه‌های معیوب جمع می‌کنند، که باعث می‌شود آب بیشتری از طریق ترادمش از دست بدهند و مجبور می‌شوند با جذب آب بیشتر از طریق ریشه‌هایشان، آن‌ها را جبران کنند.

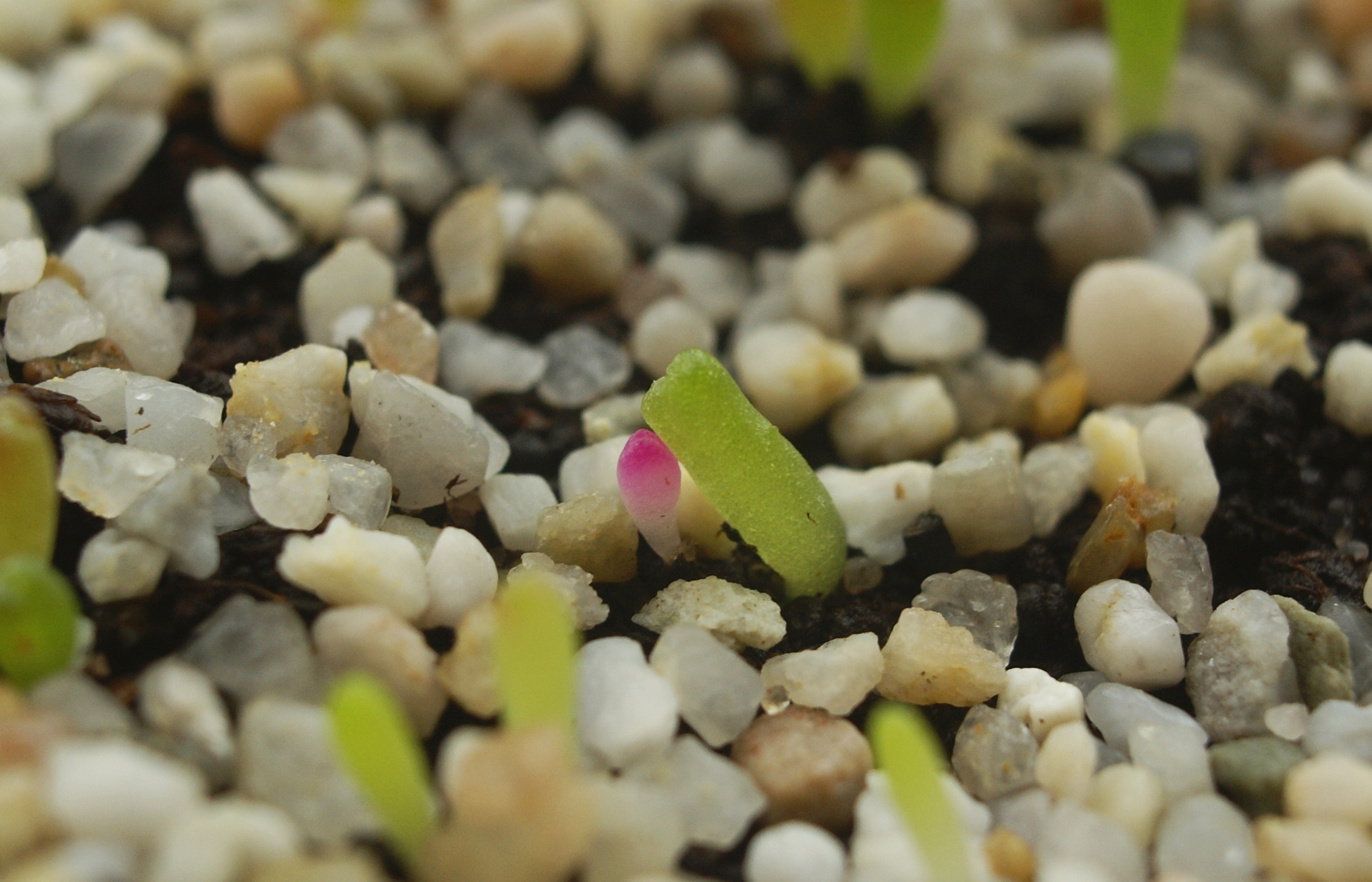
نهال زال ربوتیا. این دو نهال هم سن هستند، اما زمانی که ذخایر بذر تمام شد، رشد زال متوقف شد.

شش رُخ‌نمود از سرخ‌چوب زال طبقه‌بندی شده‌اند: سفید، زرد روشن، سبز سلولی ویرسن، سبز کم‌رنگ، خالدار و رنگارنگ غیرکایمریک. چنین جهش‌یافته‌ای می‌تواند پایه‌ای (رشد از پوسته در پایه درخت) یا هوایی (منشعب شدن از درخت در بالای زمین) باشد. فرم زرد روشن منحصراً هوایی است و تصور می‌شود که با تولید بیش از حد زانتوفیل همراه باشد. فرم سبز کم رنگ فقط یک نوع خاص از سبزینه را ندارد و تقریبا همیشه پایه است. درختان سبز ورسنت سلولی دارای چند سلول طبیعی هستند (که فراوانی آنها ممکن است در طول زمان متفاوت باشد) که در میان سلول‌های جهش‌یافته پراکنده شده‌اند.
ده مورد از سرخ‌چوب‌های کایمرا که موزاییکی از بافت‌های زال طبیعی دارند، شناخته شده‌است. تنها یک سرخ‌چوب کایمریک برای تولید مخروط شناخته شده است. قبلاً توسط توسعه راه‌آهن ترانزیت ریلی سونوما مارین (Sonoma Marin Area Rail Transit) منطقه تهدید می‌شد، از آن زمان دوباره کاشته شد.
سه رخ‌نمود از سرخ‌چوب‌های کایمریک ذکر شده است: بخش، مریکلینال و پریکلینال. در جهش‌یافته‌های سکتوری، سلول‌های زال به‌صورت عمودی در تمام لایه‌های سلولی با مرزهای ژن‌نمود معمولاً موازی با ساقه هستند. درختان مریکلینال فقط در برخی از لایه‌های سلولی سلول‌های جهش‌یافته دارند و رُخ‌نمود ناپایدار دارند. سلول‌های زال می‌توانند در سال‌های متوالی ناپدید شده و دوباره ظاهر شوند. یک کایمرا پریکلینال دارای سلول‌های جهش‌یافته و نرمال است که به‌صورت افقی در نوک هر جوانه پخش می‌شوند و با سرعت یکسانی تکثیر می‌شوند که منجر به یک رخ‌نمود بسیار پایدار می‌شود.

## نگارخانه

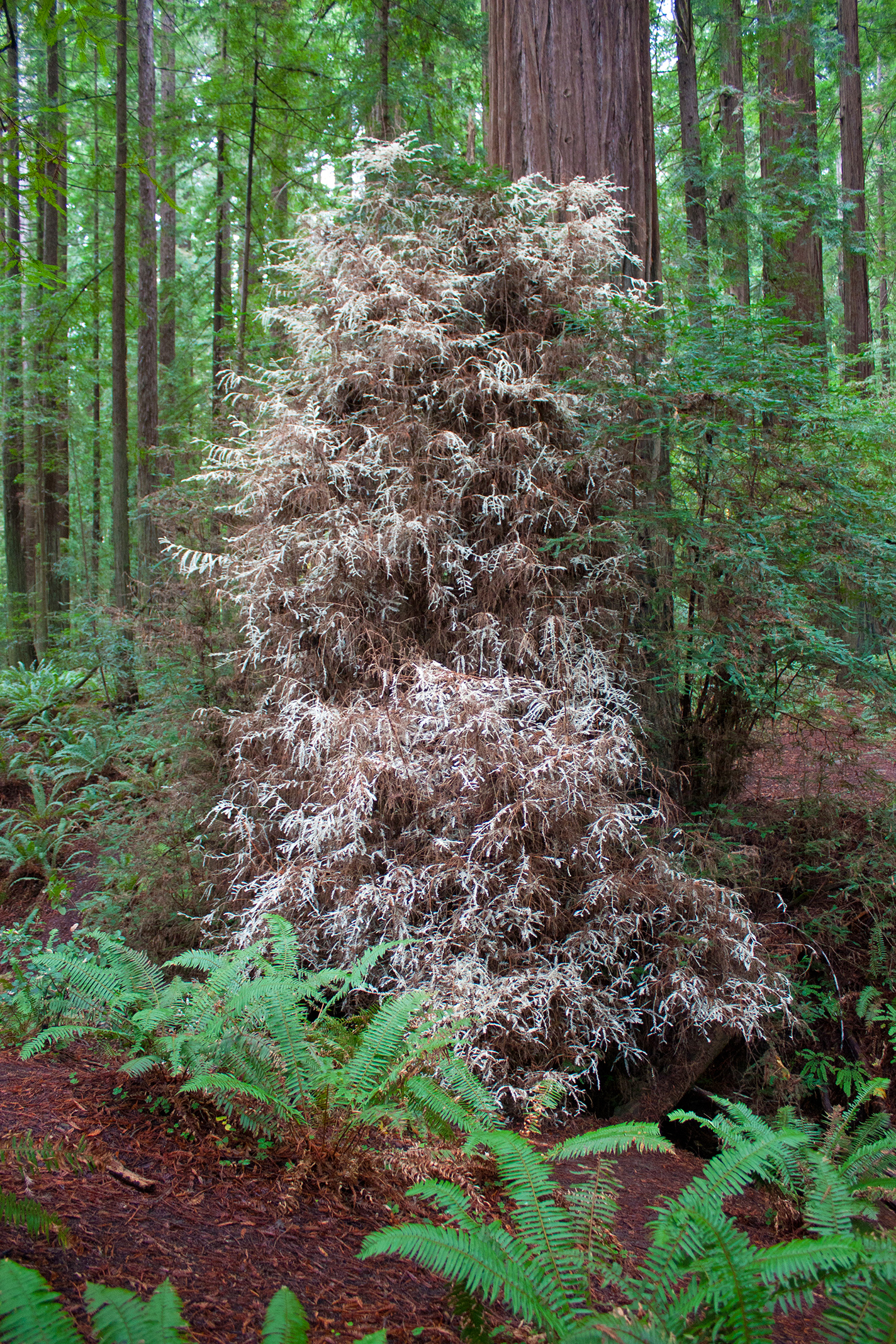
یک سرخ‌چوب زال در پارک ایالتی هومبولت ردوودز، شمال کالیفرنیا
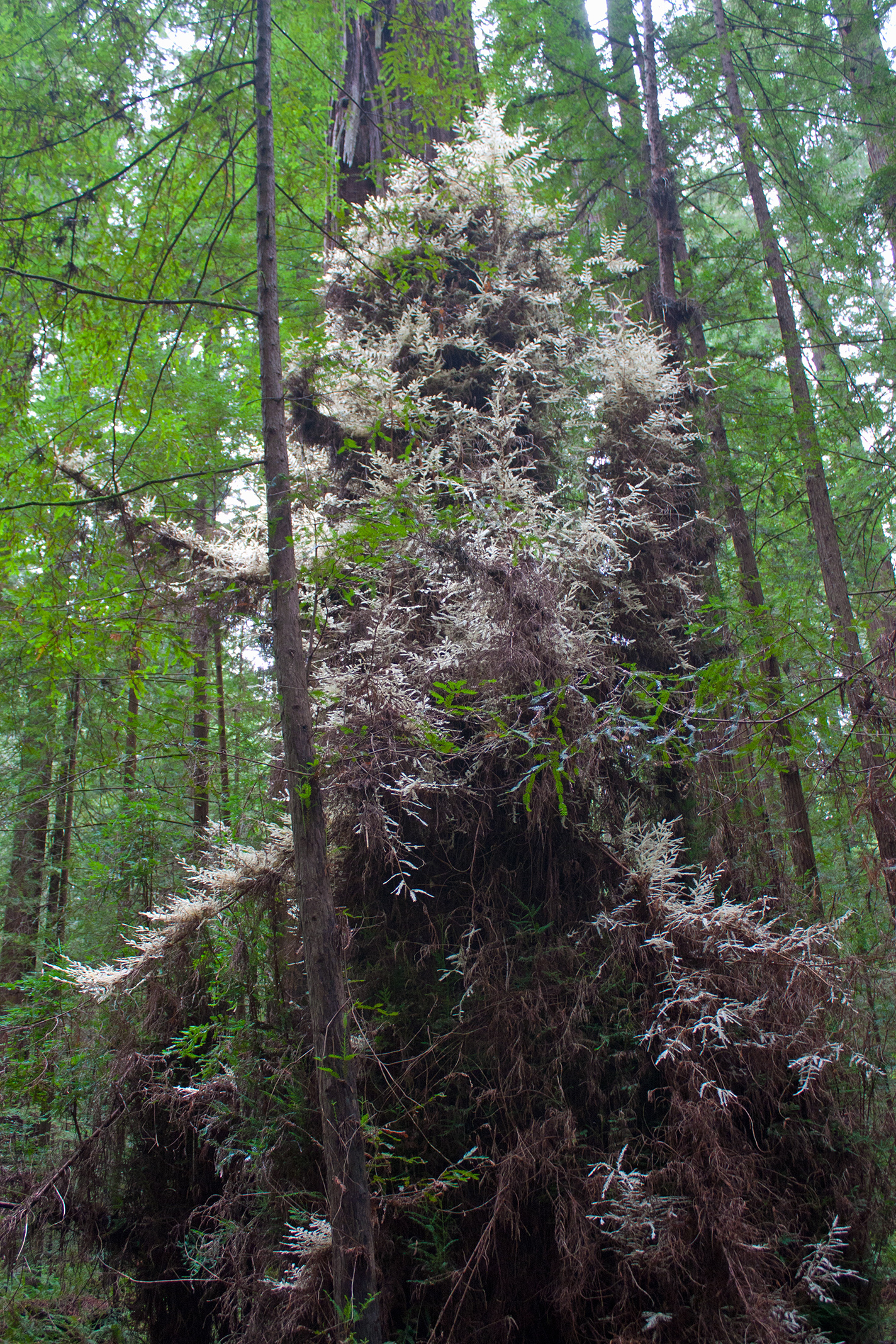
نمونه دیگری در پارک ایالتی هامبولد سرخ‌چوب‌ها
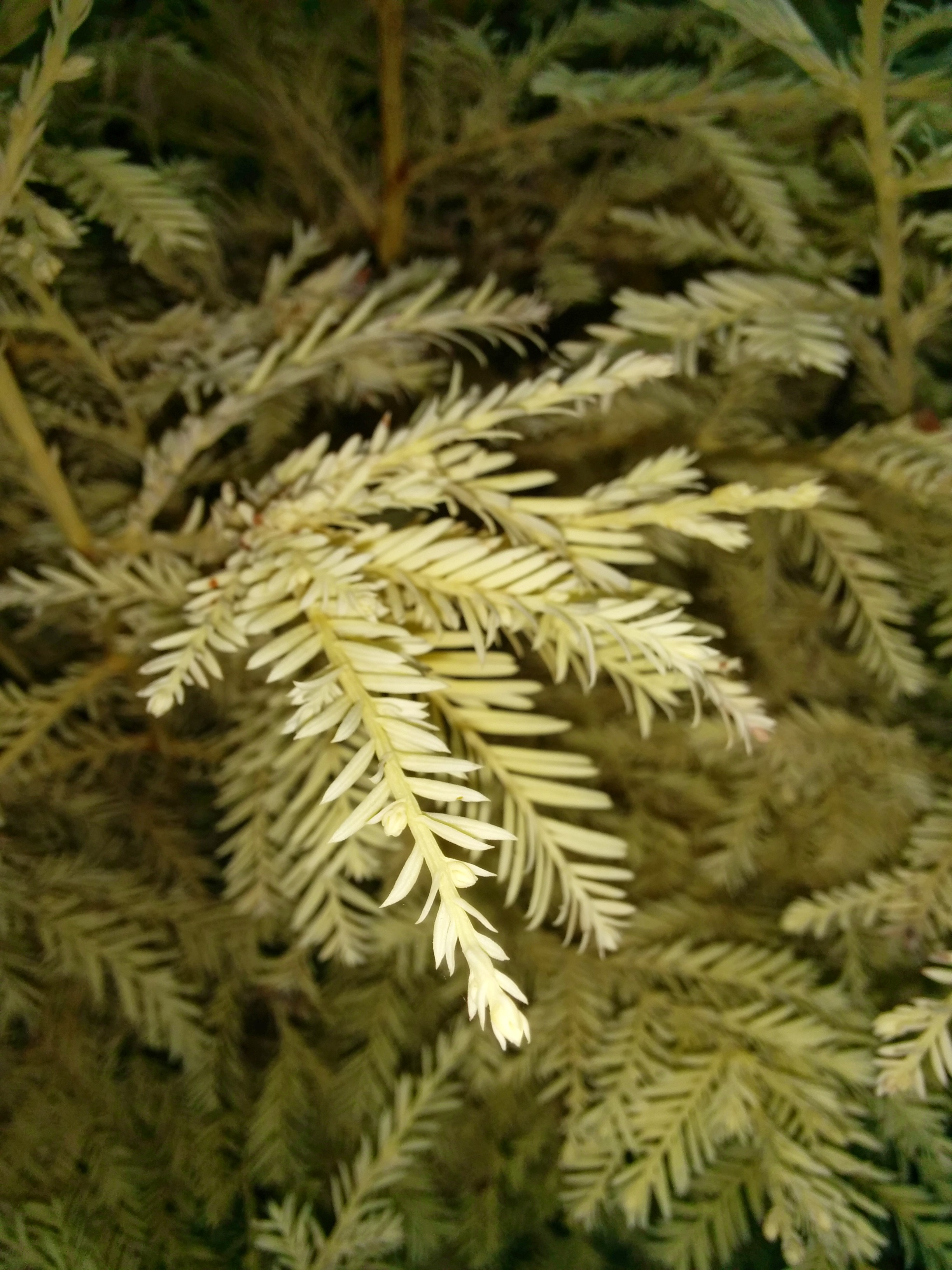
شاخ و برگ زال در کوه‌های سانتا کروز، کالیفرنیا
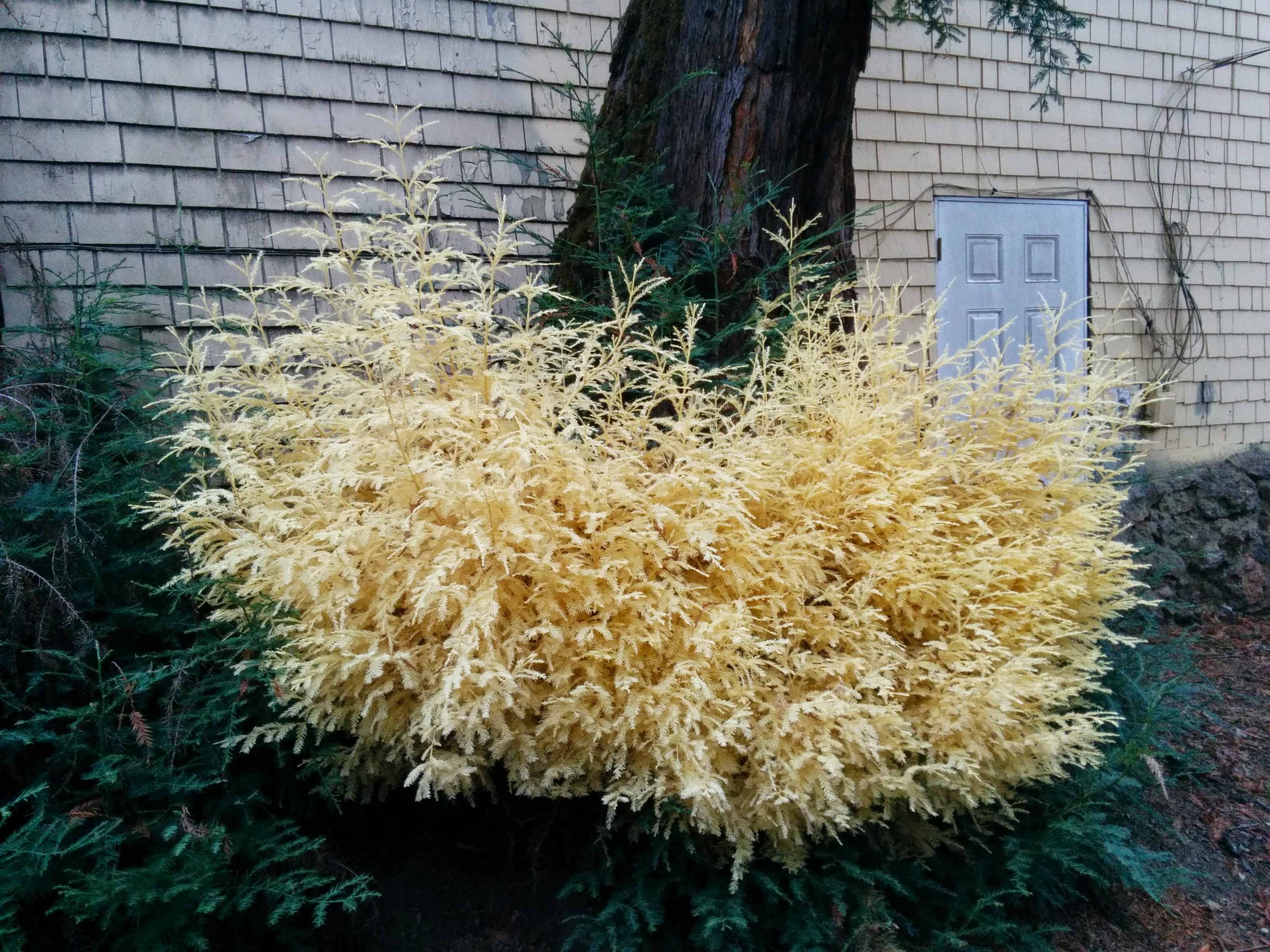
نمونه‌ای در کوه‌های سانتا کروز
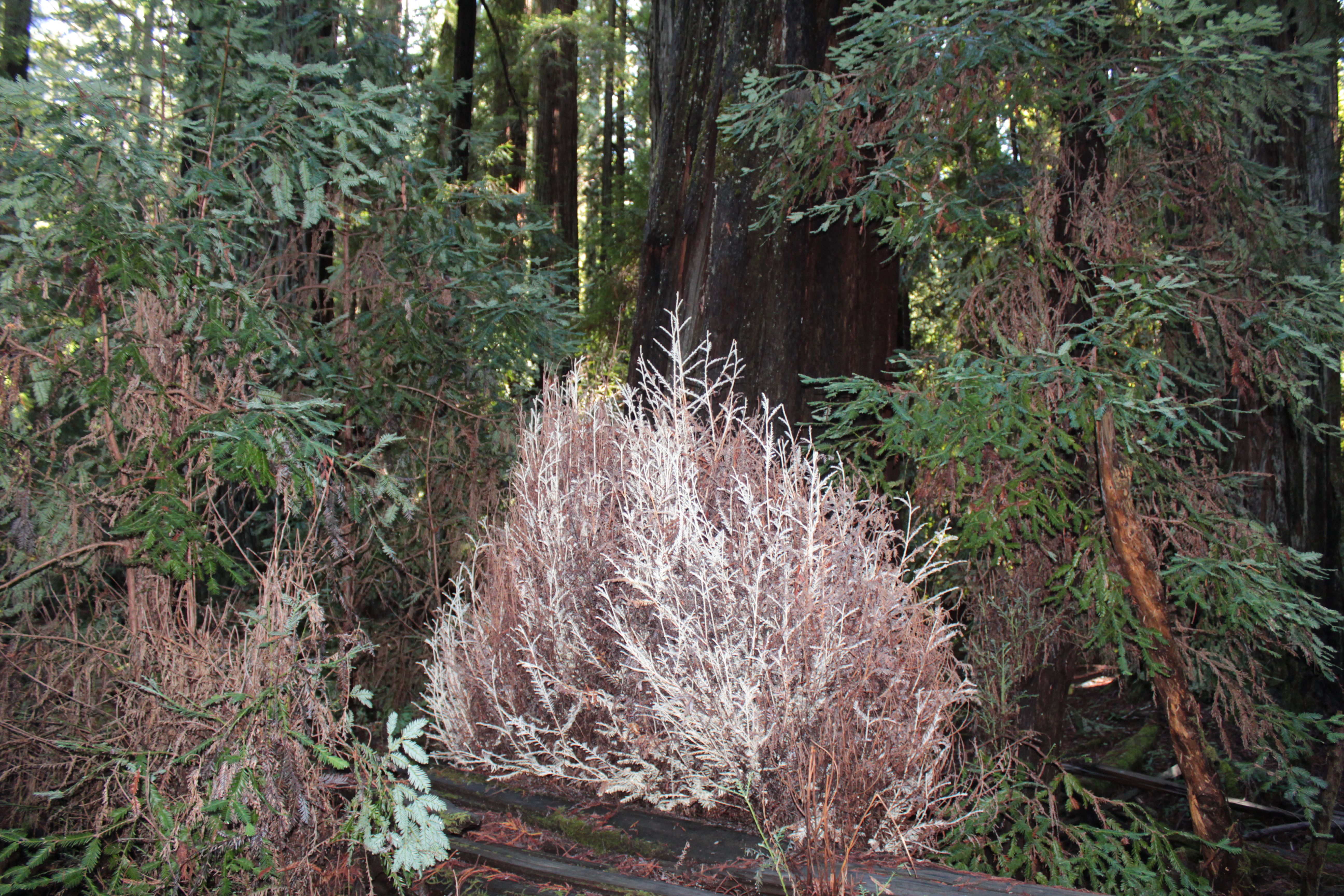
نمونه‌ای از درخت سرخ‌چوب زال در منطقه حفاظت شده ایالت مونتگومری سرخ‌چوب